# Kanholmsfjärden
Kanholmsfjärden är en av de större fjärdarna i Stockholms mellersta skärgård och breder ut sig mellan Vindö och Skarpö i väster, Harö i öster och Runmarö i söder. På fjärden delar sig stora farleden från Stockholm i två grenar, Sandhamnsleden och Landsortsleden. Även Husaröleden tar sin början vid Fjärdholmarna.
Den 21 juni 2009 genomfördes en deltävling i form av ett hamnrace i den kända seglingstävlingen Volvo Ocean Race på Kanholmsfjärden och Volvo Oceans Races presschef Marcus Hutchinson sade att ”Det aldrig i America’s Cup och Volvo Ocean race historia har varit så många åskådarbåtar ute på vattnet”.
Sedan april 2011 har IVL Svenska Miljöinstitutet en syresättningsanläggning förankrad i Kanholmsfjärden. När anläggningen blev skadad misstänktes först att Svenska marinens ubåtsövningar var orsaken, något som tillbakavisas av Försvarsmakten. Under sommaren 2012 har vattnet syresatts ända ner till botten vilket har gjort att bland annat torsk har återvänt till Kanholmsfjärden.
I Kanholmsfjärdens nordvästra del återfinns bland annat ön Ängsholmen, där finansmannen Ivar Kreuger hade en sommarvilla.

## Bilder

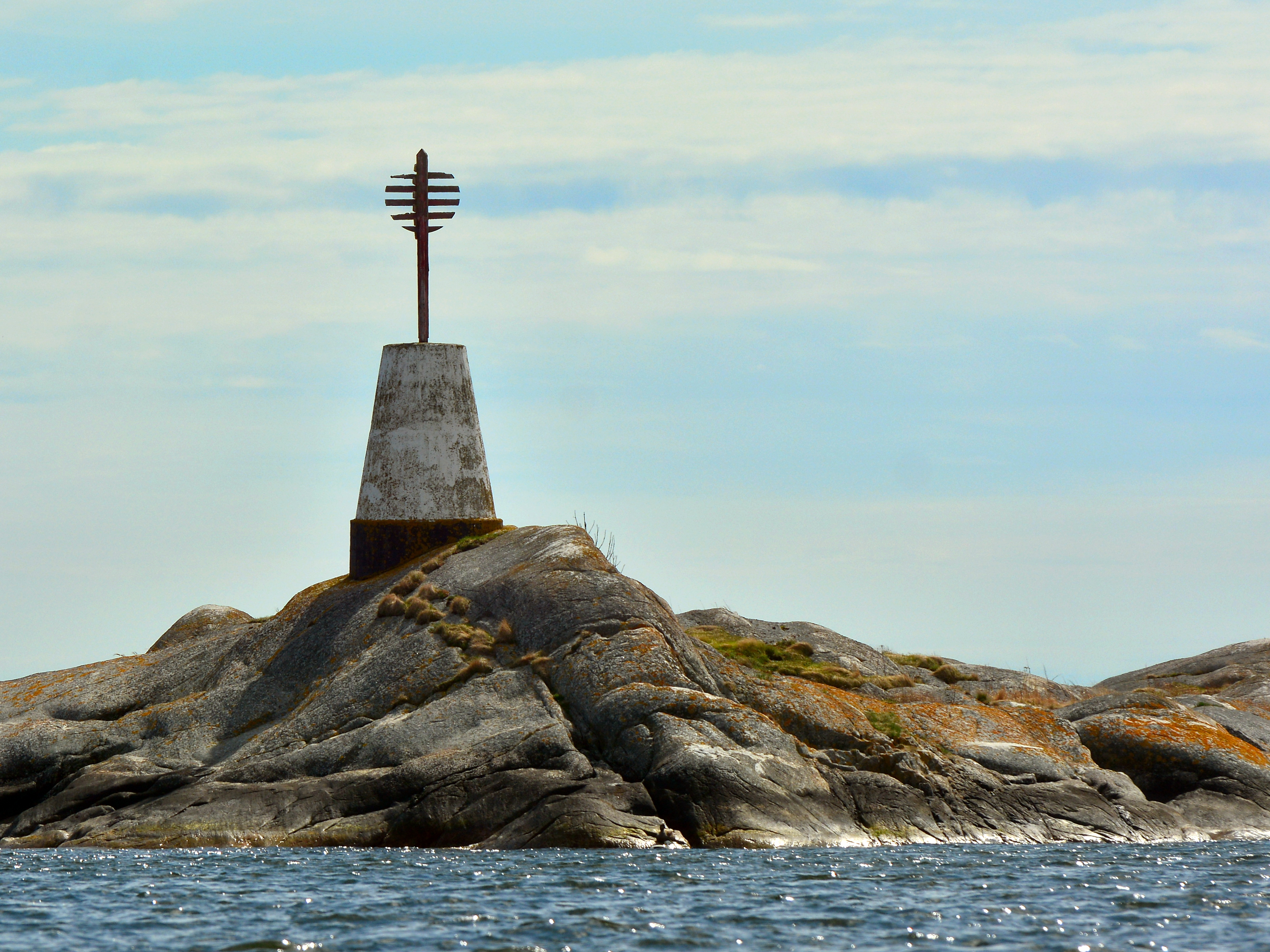
Vita märren på Skarpös utsida är ett välkänt sjömärke.
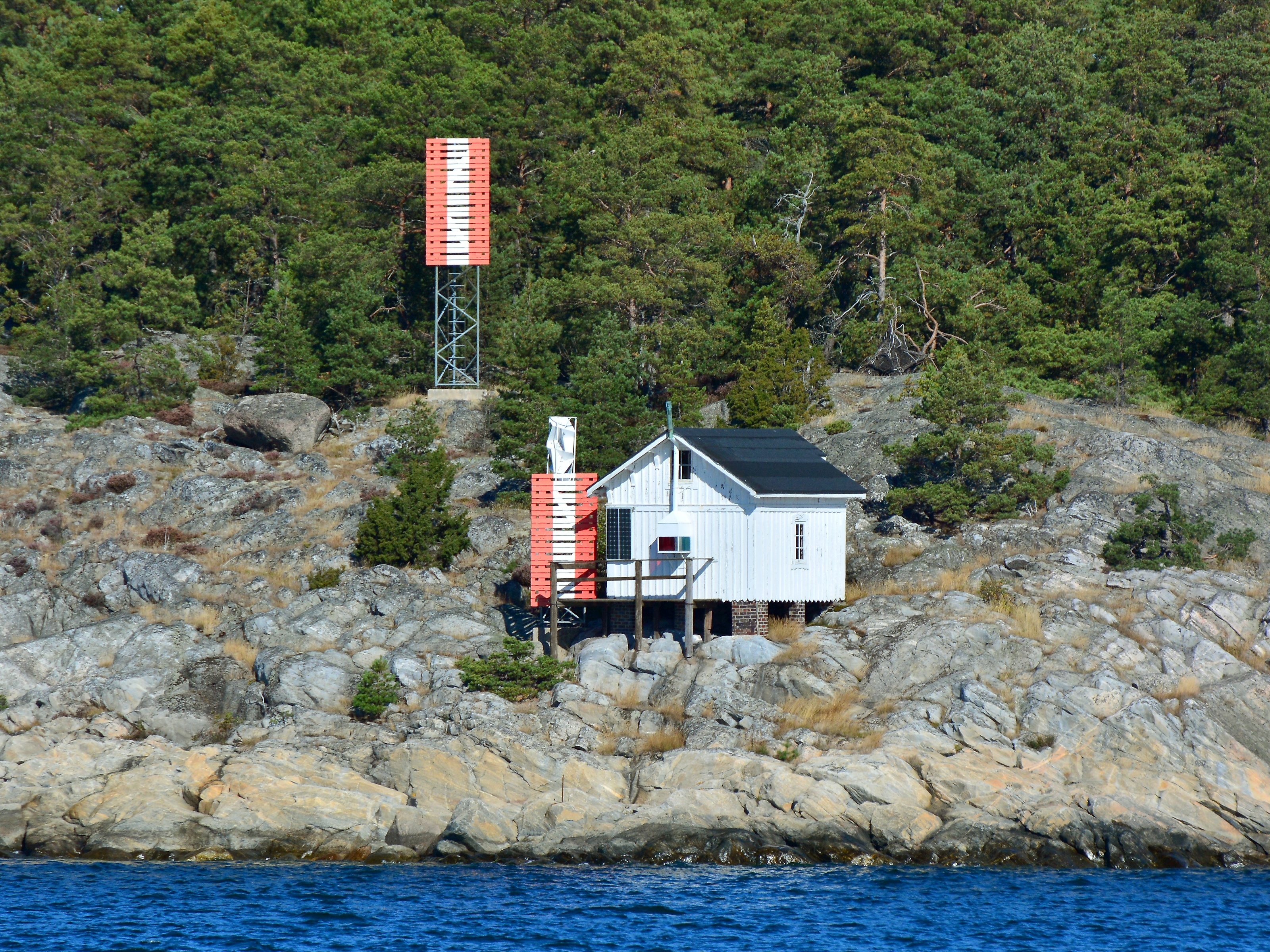
Fyren på Klövholmen leder farleden över Kanholmsfjärden och vidare in mot Stockholm.
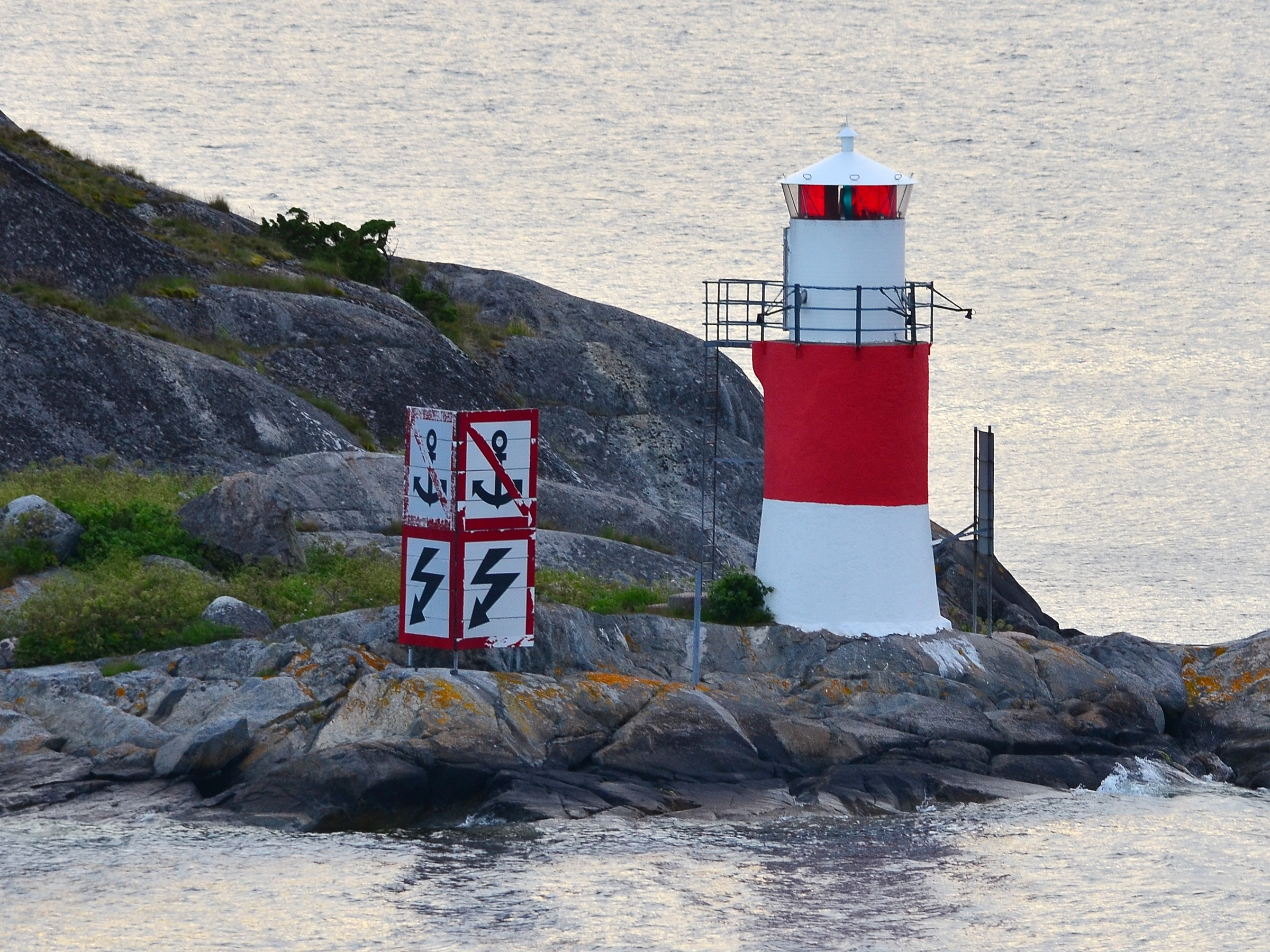
Fyren på Yxhammarskobben leder farleden åt andra hållet mot Eknösundet och Sandhamn.